# Alex Heller
Alex Heller (geboren 9. Juli 1925 in New York; gestorben 31. Januar 2008) war ein amerikanischer Mathematiker, der sich mit homologischer Algebra beschäftigte.

## Leben
1950 promovierte er an der Columbia University bei Samuel Eilenberg.
1959 wurde er Full Professor an der University of Illinois at Urbana-Champaign. 1965 wechselte er zum City University of New York. Zusammen mit Peter Freyd gründete er 1969 die Zeitschrift Journal of Pure and Applied Algebra. Nach ihm ist der Heller-Operator benannt.
Er gab einen alternativen Zugang zu Grothendiecks Derivatoren. 1955 wurde er Sloan Research Fellow.

## Schriften
- The loop-space functor in homological algebra. In: Transactions of the American Mathematical Society. Band 96, Nr. 3, September 1960, S. 382–394, doi:10.1090/S0002-9947-1960-0116045-4.
- Indecomposable representations and the loop-space operation. In: Proceedings of the American Mathematical Society. Band 12, Nr. 4, August 1961, S. 640–643, doi:10.1090/S0002-9939-1961-0126480-2.
- Stable homotopy categories. In: Bulletin of the American Mathematical Society. Band 74, Nr. 1, Januar 1968, S. 28–63, doi:10.1090/S0002-9904-1968-11871-3.
- Homotopy Theories (= Memoirs of the American Mathematical Society. Nr. 383). American Mathematical Society, Providence (Rhode Island) 1988, ISBN 0-8218-2446-5.